# Janel Moloney
Janel Wallace Moloney (Woodland Hills, California; 3 de octubre de 1969) es una actriz estadounidense, más conocida por su papel como Donna Moss en "The West Wing". Es sobrina de Christine Ebersole y asistió al conservatorio de la Universidad del Estado de New York (S.U.N.Y.). Según ella misma ha indicado,[cita requerida] muy pronto comenzó a trabajar en televisión interpretando como invitada papeles en ER, Sports Night, The Adventures of Brisco County, Jr. y en Murder, She Wrote.
En 1999, Moloney se convirtió en estrella invitada en la serie de televisión The West Wing como Donna Moss, ayudante especial del ayudante del Jefe de Gabinete de la Casa Blanca Josh Lyman (Bradley Whitford). Moloney fue contratada originalmente solo como estrella invitada, como las muchas otras ayudantes que existían en la serie, pero el reparto y el creador -Aaron Sorkin- y los fans- rápidamente notaron la química entre Donna y el resto del reparto, particularmente Josh.[cita requerida]
Ella apareció en cada episodio de la primera temporada como estrella invitada, pero desde la segunda temporada, Moloney fue incluida en los títulos de créditos. Su personaje avanzó desde ayudante de la Casa Blanca a la campaña de vicepresidente de los Estados Unidos, a portavoz para el candidato presidencial Matthew Santos, y finalmente al jefe de personal de la primera dama entrante. La serie terminó en mayo de 2006. Moloney ha recibido dos nominaciones al premio Emmy (2002 y 2004) como la mejor actriz secundaria en un drama.
Moloney también ha aparecido en la película Bang Bang You're Dead con Thomas Cavanagh y Randy Harrison, e interpretando la parte de Amber Frey en Amber Frey: Witness for the Prosecution, emitido por la CBS el 25 de mayo de 2005.
En la elección presidencial estadounidense de 2004 apoyó al candidato demócrata John Kerry.
- Datos: Q114447
- Multimedia: Janel Moloney / Q114447